# Castilleja de la Cuesta (kommunhuvudort)
Castilleja de la Cuesta är en kommunhuvudort i Spanien.   Den ligger i provinsen Provincia de Sevilla och regionen Andalusien, i den sydvästra delen av landet, 400 km sydväst om huvudstaden Madrid. Castilleja de la Cuesta ligger 101 meter över havet och antalet invånare är 17 150.
Terrängen runt Castilleja de la Cuesta är platt. Runt Castilleja de la Cuesta är det mycket tätbefolkat, med 1 956 invånare per kvadratkilometer. Närmaste större samhälle är Sevilla, 7,0 km öster om Castilleja de la Cuesta. Trakten runt Castilleja de la Cuesta består till största delen av jordbruksmark.